# Филето
Филѐто (на италиански: Filetto) е село и община в Южна Италия, провинция Киети, регион Абруцо. Разположено е на 403 m надморска височина. Населението на общината е 1005 души (към 2013 г.).